# 브로니콘
(브로니콘)은 마이 리틀 포니: 우정은 마법 애니메이션 TV 쇼의 팬을 대상으로 미국 동부 해안에서 열리는 연례 팬 컨벤션으로, 그들 중에는 스스로를 브로니즈라고 부르는 성인 및 십대 팬이 포함된다.